# طاقة حركة دورانية

حدافة ذات اسلاك متصلة بالمركز

في الميكانيكا والفيزياء حالة جسم يدور حول محور واحد. طاقة الدوران أو طاقة الحركة الدورانية هي طاقة الحركة لجسم الناتجة عن دورانه حول محور له. وهي جزء من طاقة الحركة الكلية للجسم. فمثلا في كرة القدم نستطيع تقسيم حركة الكرة إلى جزئين: جزء ناتج عن حركة الانتقال من اللاعب أ إلى اللاعب ب، والجزء الثاني ناتج عن دوران الكرة حول محورها. وبالنظر إلى طاقة الدوران حول محور يمر بمركز ثقل الجسم نحصل على العلاقة الآتية لطاقة الدوران E_rotation:
{\displaystyle E_{rotation}={\frac {1}{2}}I\omega ^{2}}
حيث :
{\displaystyle \omega } السرعة الزاوية
{\displaystyle I\ } عزم القصور الذاتي للجسم حول محور الدوران.
ويمكننا مقارنة طاقة الحركة الخطية الانتقالية وطاقة الحركة الدورانية. وتعطى طاقة الحركة (الانتقالية ) بالمعادلة :
{\displaystyle E_{translational}={\frac {1}{2}}mv^{2}}
في حالة الحركة الدورانية يتخذ عزم القصور الذاتي للجسم I مكان كتلة الجسم m، كما تتخذ السرعة الزاوية {\displaystyle \omega } مكان السرعة الخطية v.
وتختلف طاقة الدوران لاسطوانة مصمتة، فهي تبلغ نصف طاقة الحركة، وتصل إلى مقدار طاقة الحركة إذا كانت الأسطوانة مفرغة (أي على هيئة إطار).

## مثال على دوران الأرض
مثال على ذلك هو حساب الطاقة الحركية الدورانية للأرض. نظرًا لأن الأرض لها فترة دوران فلكي تبلغ 23.93 ساعة حول محورها، فإن سرعتها الزاوية تبلغ 7.29 ×10−5 راديان/ثانية . فالأرض لها عزم القصور الذاتي = 8.04×1037 ( كجم · متر2) . لذلك، لديها طاقة حركية دورانية تبلغ 2.14 ×1029 جول.
يمكن أيضًا استغلال جزء من طاقة دوران الأرض باستخدام قوة المد والجزر. ينتج عن الاحتكاك الإضافي لموجتي المد والجزر العالميين طاقة بطريقة فيزيائية، مما يؤدي إلى إبطاء السرعة الزاوية للأرض. بسبب الحفاظ على الزخم الزاوي، تنقل هذه العملية الزخم الزاوي إلى حركة القمر المدارية، مما يزيد من المسافة بينه وبين الأرض ودورته المدارية.